# Холл, Лесли
Лесли Мерритт Холл (англ. Leslie Merritt Hall; род. 15 ноября 1981) — американская исполнительница сатирического рэпа, лидер группы Leslie and the Ly's, обладательница коллекции свитеров со стразами.

## Биография и карьера
Лесли Мерритт Холл родилась 15 ноября 1981 года в Эймс (англ. Ames), штат Айова, США.
После окончания средней школы, Холл переехала в Бостон, штат Массачусетс и завершила своё образование в Школе при Музее изящных искусств в мае 2006 года. В настоящее время она проживает в Эймс со своими родителями.
Коллекцию свитеров со стразами и цветастыми вышивками Холл начала собирать в 2000 году. Коллекцию можно посмотреть на сайте lesliehall.com
Используя возникшую популярность своих свитеров со стразами и золотистых брюк, она решила создать группу Leslie and the Ly's совместно с бывшими одноклассниками.
В 2005 году её группа выпустила свой первый альбом Gold Pants.
В 2006 году Холл самостоятельно выпустила второй сольный альбом Door Man’s Daughter и объездила мир в его поддержку. Позднее в 2006 году она появилась совместно с другими известными в Интернете личностями Jay Maynard, также известным как «Tron Guy», и Рэнди Констаном, человеком — Питером Пэном, чтобы продемонстрировать свою позицию в «борьбе за свободу Интернета» в пользу Сетевого нейтралитета.
Её новый альбом ceWEBrity вышел в 2008 году. Она также выпустила клип под названием «Zombie Killer» с Эльвирой, повелительницей тьмы как гостевой вокалисткой, Марком Борхардтом и Майком Шанком.
У Холл есть старший брат, который выступает под псевдонимом «Arecee», он помогает делать некоторые записи Лесли и создает свою хип-хоп музыку.

## Дискография
- Gold Pants — альбом (2005)
- Gold Pants — сингл, 7" винил (LP 45T) (2005)
- Door Man’s Daughter — альбом (2006)
- ceWEBrity — альбом (2008)
- Gold Pants/Door Man’s Daughter — двойной альбом (2008)
- Zombie Killer — сингл, 7" винил (LP 45T), (2008), совместно с Эльвирой, повелительницей тьмы
- Back 2 Back Palz — (2010)
- Tight Pants / Body Rolls (2010)